# Горен Локвишки мост
Горният Локвишки мост (на гръцки: Πάνω γεφύρι στα Λακκοβίκια) е стар каменен мост в Егейска Македония, Гърция, в кушнишкото село Локвица (Месолакия).
Мостът е по-малкият от двата моста на Локвица, които са на около 1500 метра един от друг и свързват един и същи поток - Дере. От техния стил можем да се заключи, че са изработени от едни и същи майстори по едно и също време, вероятно в началото на XIX век. Мостът е на пътя свързващ Локвица с Дедебал (Галипсос).
Арката от горната страна има заострена форма, а отдолу е полукръгла. Арката му се състои от ред камъни, увенчани на върха с втори по-малък. Върху централния камък на арката (ключа) от долната страна е гравиран кръст, без да се знае дали гравирането е направено по време на изграждането му или по-късно. По стените отдясно и отляво на арката се виждат следите от действията на иманяри, които са отворили дупки в тялото на моста.